# Mark Scholten
Mark Scholten (Almelo, 28 december 1976) is een Nederlands acteur.

## Loopbaan
Hij speelde sinds 1997 in heel wat toneelproducties van onder meer Toneelgroep Amsterdam en Dogtroep.
Scholten is breder bekend van zijn rollen in de films  Offers en  Volle maan en televisieseries zoals Rust, en Sprint! Verder heeft Scholten ook nog een tijdje in Baantjer gespeeld, waarin hij een Ajax-hooligan speelde. In 2004 speelde hij een gastrol in ZOOP. In Komt een vrouw bij de dokter van Reinout Oerlemans uit 2009 vertolkt hij de rol van Thomas. Daarnaast vertolkte hij de rol van Lou in de serie Bar Gezellig uit 2014
Sinds 2013 is hij te zien in de reclame voor vliegmaatschappij Corendon als typetje Don van het duo Cor & Don, waarin Ad-Just Bouwman het typetje Cor vertolkt.

## Filmografie

### Film
- 2004: De dominee, als rommelige man
- 2004: Floris, als zieke
- 2005: Offers, als Peter
- 2008: Skin, als collega van Henk
- 2009: Komt een vrouw bij de dokter, als Thomas
- 2014: Rust, als Cor Duurstee
- 2023: Sinterklaas en de schat van Kapitein Witbaard, als Don

### Televisie
- 2003: Meiden van De Wit, als Tom
- 2004: ZOOP, als handlanger
- 2005-2006: Sprint!, als Batman
- 2006: Bij Sinterklaas, als Kerstman
- 2007: Van Speijk, als Dennis
- 2010: Verborgen gebreken, als Freek
- 2011: Flikken Maastricht, als Max
- 2025: Bennie, als representant Bennie